# 20世纪国家领导人列表

## 亚洲
- 中国
  - 清朝：
    - 皇帝
      - 光绪帝，1874年－1908年
      - 宣统帝，1908年－1912年

    - 实际掌权者
      - 慈禧太后，太后垂帘，1861年－1908年
      - 隆裕太后，太后垂帘，1908年－1912年
      - 载沣，摄政王，1908年－1911年

    - 内阁总理大臣
      - 奕劻，1911年
      - 袁世凯，1911年－1912年

  - 中华民国：
    - 臨時大總統
      - 孫文，1912年
      - 袁世凯，1912年－1913年

    - 国家元首（北洋政府）
      - 袁世凯，大總統，1913年－1916年
      - 黎元洪，大總統，1916年－1917年
      - 馮國璋，代理大總統，1917年－1918年
      - 徐世昌，大總統，1918年－1922年
      - 周自齊，总理攝行大總統，1922年
      - 黎元洪，大總統，1922年－1923年
      - 高凌霨，总理攝行大總統，1923年
      - 曹錕，大總統，1923年－1924年
      - 黄郛，总理攝行大總統，1924年
      - 段祺瑞，臨時執政，1924年－1926年
      - 胡惟德，总理攝行臨時執政，1926年
      - 颜惠庆，总理攝行大總統，1926年
      - 杜錫珪，总理攝行大總統，1926年
      - 顾维钧，总理攝行大總統，1926年－1927年
      - 胡惟德，总理攝行大總統，1927年
      - 张作霖，陸海軍大元帥，1927年－1928年

    - 国务总理（北洋政府）
      - 唐紹儀，國務總理，1912年
      - 陸徵祥，國務總理，1912年
      - 赵秉钧，國務總理，1912年－1913年
      - 段祺瑞，代國務總理，1913年
      - 朱启钤，代國務總理，1913年
      - 段祺瑞，代國務總理，1913年
      - 熊希齡，國務總理，1913年－1914年
      - 孫寶琦，代國務總理，1914年
      - 徐世昌，國務卿，1914年－1915年
      - 陸徵祥，國務卿，1915年－1916年
      - 徐世昌，國務卿，1916年
      - 段祺瑞，國務卿，1916年
      - 段祺瑞，國務總理，1916年－1917年
      - 伍廷芳，代國務總理，1917年
      - 李經羲，國務總理，1917年
      - 江朝宗，代國務總理，1917年
      - 段祺瑞，國務總理，1917年
      - 汪大燮，代國務總理，1917年
      - 王士珍，國務總理，1917年－1918年
      - 錢能訓，代國務總理，1918年
      - 段祺瑞，國務總理，1918年
      - 錢能訓，國務總理，1918年－1919年
      - 龔心湛，代國務總理，1919年
      - 靳雲鵬，國務總理，1919年－1920年
      - 薩鎮冰，代國務總理，1920年
      - 靳雲鵬，國務總理，1920年－1921年
      - 顏惠慶，代國務總理，1921年
      - 梁士詒，國務總理，1921年－1922年
      - 颜惠庆，代國務總理，1922年
      - 周自齊，代國務總理，1922年
      - 颜惠庆，國務總理，1922年
      - 王寵惠，國務總理，1922年
      - 汪大燮，國務總理，1922年
      - 王正廷，代國務總理，1922年－1923年
      - 張紹曾，國務總理，1923年
      - 李根源，代國務總理，1923年
      - 高凌霨，代國務總理，1923年－1924年
      - 孫寶琦，國務總理，1924年
      - 顾维钧，代國務總理，1924年
      - 颜惠庆，國務總理，1924年
      - 黄郛，國務總理，1924年
      - 許世英，國務總理，1925年－1926年
      - 賈德耀，國務總理，1926年
      - 胡惟德，代國務總理，1926年
      - 颜惠庆，國務總理，1926年
      - 杜錫珪，代國務總理，1926年
      - 顾维钧，國務總理，1926年－1927年
      - 胡惟德，代國務總理，1927年
      - 潘復，國務總理，1927年－1928年

    - 国家元首（国民政府）
      - 汪兆銘，國民政府主席，1925年－1926年
      - 谭延闿，國民政府主席，1928年
      - 蔣中正，國民政府主席，1928年－1931年
      - 林森，國民政府主席，1931年－1943年（实权由国民政府军事委员会委员长蔣中正掌握）
      - 蔣中正，國民政府主席，1943年－1948年

    - 总统（行宪政府）
      - 蔣中正，總統，1948年－1949年
      - 李宗仁，總統，代總統，1949年－1950年
      - 蔣中正，總統，1950年－1975年（台湾时期开始）
      - 嚴家淦，總統，1975年－1978年
      - 蔣經國，總統，1978年－1988年
      - 李登輝，總統，1988年－2000年

  - 中华苏维埃共和国：
    - 中央执行委员会主席
      - 毛泽东，1931年－1937年

    - 中央人民委员会主席
      - 毛泽东，1931年－1934年
      - 张闻天，1934年

  - 满洲国：
    - 国家元首
      - 溥仪，满洲国执政，1932年－1934年；满洲帝国皇帝，1934年－1945年

    - 总理
      - 鄭孝胥，国务总理，1932年－1934年；国务总理大臣，1934年－1935年
      - 张景惠，国务总理大臣，1935年－1945年

  - 中華共和國：
    - 李濟深，政府主席，1933年－1934年

  - 中华人民共和国：
    - 最高领导人
      - 毛泽东，1949年－1976年
      - 华国锋，1976年－1978年
      - 邓小平，1978年－1992年
      - 江泽民，1992年－2002年

    - 中共中央负责人
      - 陈独秀，中央局书记，1921年－1922年；中央执行委员会委员长，1922年－1925年；中央委员会总书记，1925年－1927年
      - 瞿秋白，中共临时中央政治局常委，1927年－1928年
      - 向忠发，中共中央政治局主席兼中央政治局常委会主席，1928年－1931年
      - 王明，代理中央委员会总书记，1931年
      - 博古，临时中央政治局总负责人，1931年－1934年；中央委员会总书记，1934年－1935年
      - 张闻天，中央委员会总书记，1935年－1945年
      - 毛泽东，中央政治局主席，1943年－1969年；中央委员会主席，1945年－1976年
      - 华国锋，中央委员会主席，1976年－1981年
      - 胡耀邦，中央委员会主席，1981年－1982年；中央委员会总书记，1982年－1987年
      - 赵紫阳，中央委员会总书记，1987年－1989年
      - 江泽民，中央委员会总书记，1989年－2002年

    - 国家元首
      - 毛泽东，中央人民政府委员会主席，1949年－1954年
      - 毛泽东，國家主席，1954年－1959年
      - 刘少奇，國家主席，1959年－1968年
      - 宋庆龄，国家副主席共同代理，1968年－1972年；国家名誉主席，1981年
      - 董必武，国家副主席共同代理，1968年－1972年；国家代主席，1972年－1975年
      - 朱德，委员长，1975年－1976年
      - 宋庆龄等副委员长集体代理，1976年－1978年
      - 叶剑英，委员长，1978年－1983年
      - 李先念，國家主席，1983年－1988年
      - 杨尚昆，國家主席，1988年－1993年
      - 江泽民，國家主席，1993年－2003年

    - 国务院总理
      - 周恩来，政务院总理，1949年－1954年；国务院总理，1954年－1976年
      - 华国锋，1976年－1980年
      - 赵紫阳，1980年－1987年
      - 李鹏，1987年－1998年
      - 朱镕基，1998年－2003年
- 蒙古国 - 
  - 大蒙古国 - 
    - 君主
      - 第八世哲布尊丹巴呼圖克圖：大蒙古国额真汗，1911年－1915年；中华民国外蒙古呼图克图汗，1915年－1921年；大蒙古国额真汗，1921年－1924年

    - 总理
      - 那木囊苏伦，大蒙古国内阁总理大臣，1911年－1915年
      - 那木囊苏伦，外蒙古内阁总理，1915年－1919年
      - 贡齐格扎尔赞吉·巴德玛多尔济，外蒙古内阁总理，1919年－1921年
      - 索德诺木·达木丁巴扎尔，大蒙古国内阁总理大臣，1921年
      - 哈丹巴特尔·马克思尔扎布，大蒙古国代理内阁总理大臣，1921年
      - 萨巴栋多·策仁道尔吉，大蒙古国代理内阁总理大臣，1921年
      - 丹巴·恰格达尔扎布，大蒙古国总理，1921年
      - 道格索姆·鲍道，大蒙古国总理，1921年－1922年
      - 索德诺木·达木丁巴扎尔，大蒙古国总理，1922年－1923年
      - 巴林·车林多尔济，大蒙古国总理，1923年－1924年

  - 蒙古人民共和国 - 
    - 最高领导人
      - 达木丁·苏赫巴托尔，1920年－1923年
      - 霍尔洛·乔巴山，1923年－1952年
      - 尤睦佳·泽登巴尔，1952年－1984年
      - 姜巴·巴特蒙赫，1984年－1990年

    - 国家元首
      - 那班道尔吉·扎丹巴，国家大呼拉尔主席，1924年
      - 博勒吉德·根登，国家小呼拉尔主席团主席，1924年－1927年
      - 姜仓·达木丁苏伦，国家小呼拉尔主席团主席，1927年－1929年
      - 霍尔洛·乔巴山，国家小呼拉尔主席团主席，1929年－1930年
      - 罗索尔·拉甘，国家小呼拉尔主席团主席，1930年－1932年
      - 阿南德·阿玛尔，国家小呼拉尔主席团主席，1932年－1936年
      - 丹斯兰比勒格·道格松，国家小呼拉尔主席团主席，1936年－1939年
      - 冈奇金·布曼增迪，国家小呼拉尔主席团主席，1940年－1951年；国家大呼拉尔主席团主席，1951年－1953年
      - 苏赫巴托尔·彦吉玛，代理国家大呼拉尔主席团主席，1953年－1954年
      - 扎木斯朗·桑布，国家大呼拉尔主席团主席，1954年－1960年；大人民呼拉尔主席团主席，1960年－1972年
      - 查干拉木·杜格尔苏伦，代理大人民呼拉尔主席团主席，1972年
      - 索诺曼·鲁布桑，代理大人民呼拉尔主席团主席，1972年－1974年
      - 尤睦佳·泽登巴尔，大人民呼拉尔主席团主席，1974年－1984年
      - 尼亚木·扎格瓦拉尔，代理大人民呼拉尔主席团主席，1984年
      - 姜巴·巴特蒙赫，大人民呼拉尔主席团主席，1984年－1990年
      - 彭萨勒玛·奥其尔巴特，大人民呼拉尔主席团主席，1990年；总统，1990年－1992年

    - 总理
      - 巴林·车林多尔济，人民委员会主席，1924年－1928年
      - 阿南德·阿玛尔，人民委员会主席，1928年－1930年
      - 清格勒泰·吉格吉德扎布，人民委员会主席，1930年－1932年
      - 博勒吉德·根登，人民委员会主席，1932年－1936年
      - 阿南德·阿玛尔，人民委员会主席，1936年－1939年
      - 霍尔洛·乔巴山，部长会议主席，1939年－1952年
      - 尤睦佳·泽登巴尔，部长会议主席，1952年－1974年
      - 姜巴·巴特蒙赫，部长会议主席，1974年－1984年
      - 杜马·索德诺姆，部长会议主席，1984年－1990年
      - 沙拉布·贡嘎道尔吉，部长会议主席，1990年
      - 达希·宾巴苏伦，总理，1990年－1992年

  - 蒙古国 -
    - 总统
      - 彭萨勒玛·奥其尔巴特，1992年－1997年
      - 那楚克·巴嘎班迪，1997年－2005年

    - 总理
      - 彭查格·扎斯莱，1992年－1996年
      - 门德赛汗·恩赫赛汗，1996年－1998年
      - 查希亚·额勒贝格道尔吉，1998年
      - 姜拉布·纳兰查茨拉勒特，1998年－1999年
      - 尼亚姆奥索尔·图雅，代理，1999年
      - 林钦尼亚木·阿玛尔扎尔嘎勒，1999年－2000年
      - 那木巴尔·恩赫巴亚尔，2000年－2004年
- 朝鲜半岛 - 
  - 大韩帝国 - 
    - 高宗，大韩帝国皇帝，1897年－1907年
    - 纯宗，大韩帝国皇帝，1907年－1910年

  - 朝鲜民主主义人民共和国 - 
    - 最高领导人
      - 金日成，1948年－1994年
      - 金正日，1994年－2011年

    - 国家元首
      - 金枓奉，最高人民会议常任委员会委员长，1948年－1957年
      - 崔庸健，最高人民会议常任委员会委员长，1957年－1972年
      - 金日成，朝鲜民主主义人民共和国主席，1972年－1994年
      - 杨亨燮，最高人民会议常设会议议长，1994年－1998年
      - 金永南，最高人民会议常任委员会委员长，1998年－2009年

  - 大韩民国 -
    - 总统
      - 李承晚，1948年－1960年
      - 许政，代总统，1960年
      - 郭尚勳，代总统，1960年
      - 许政，代总统，1960年
      - 尹潽善，1960年－1962年
      - 朴正熙，1962年－1979年
      - 崔圭夏，1979年－1980年
      - 朴忠勳，代总统，1980年
      - 全斗煥，1980年－1988年
      - 盧泰愚，1988年－1993年
      - 金泳三，1993年－1998年
      - 金大中，1998年－2003年
- 日本 –
  - 大日本帝国：
    - 天皇：
      - 明治天皇，1867年－1912年
      - 大正天皇，1912年－1926年
      - 昭和天皇，1926年－1989年

    - 首相：
      - 伊藤博文，1900年－1901年
      - 桂太郎，1901年－1906年
      - 西園寺公望，1906年－1908年
      - 桂太郎，1908年－1911年
      - 西園寺公望，1911年－1912年
      - 桂太郎，1912年－1913年
      - 山本權兵衛，1913年－1914年
      - 大隈重信，1914年－1916年
      - 寺內正毅，1916年－1918年
      - 原敬，1918年－1921年
      - 高桥是清，1921年－1922年
      - 加藤友三郎，1922年－1923年
      - 山本權兵衛，1923年－1924年
      - 清浦奎吾，1924年
      - 加藤高明，1924年－1926年
      - 若槻禮次郎，1926年－1927年
      - 田中义一，1927年－1929年
      - 濱口雄幸，1929年－1931年
      - 若槻禮次郎，1931年
      - 犬養毅，1931年－1932年
      - 齋藤實，1932年－1934年
      - 岡田啟介，1934年－1936年
      - 廣田弘毅，1936年－1937年
      - 林銑十郎，1937年
      - 近衛文麿，1937年－1939年
      - 平沼騏一郎，1939年
      - 阿部信行，1939年－1940年
      - 米內光政，1940年
      - 近衛文麿，1940年－1941年
      - 東條英機，1941年－1944年
      - 小矶国昭，1944年－1945年
      - 鈴木貫太郎，1945年
      - 東久邇宮稔彥王，1945年
      - 幣原喜重郎，1945年－1946年

  - 日本国：
    - 天皇：
      - 昭和天皇，1926年－1989年
      - 明仁，1989年－2019年

    - 首相：
      - 吉田茂，1946年－1947年
      - 片山哲，1947年－1948年
      - 芦田均，1948年
      - 吉田茂，1948年－1954年
      - 鳩山一郎，1954年－1956年
      - 石橋湛山，1956年－1957年
      - 岸信介，1957年－1960年
      - 池田勇人，1960年－1964年
      - 佐藤荣作，1964年－1972年
      - 田中角荣，1972年－1974年
      - 三木武夫，1974年－1976年
      - 福田赳夫，1976年－1978年
      - 大平正芳，1978年－1980年
      - 铃木善幸，1980年－1982年
      - 中曾根康弘，1982年－1987年
      - 竹下登，1987年－1989年
      - 宇野宗佑，1989年
      - 海部俊樹，1989年－1991年
      - 宫泽喜一，1991年－1993年
      - 细川护熙，1993年－1994年
      - 羽田孜，1994年
      - 村山富市，1994年－1996年
      - 橋本龍太郎，1996年－1998年
      - 小淵惠三，1998年－2000年
      - 森喜朗，2000年－2001年
- 越南
  - 阮朝（法属印度支那安南保护国）：
    - 成泰帝，大南皇帝，1889年－1907年
    - 维新帝，大南皇帝，1907年－1916年
    - 启定帝，大南皇帝，1916年－1925年
    - 保大帝，大南皇帝，1925年－1945年，越南皇帝，1945年

  - 越南国：
    - 阮福永瑞（保大帝），1949年－1955年

  - 越南共和国：
    - 吴廷琰，1955年－1963年
    - 杨文明，1963年－1964年
    - 阮庆，1964年
    - 杨文明，1964年
    - 阮庆，1964年
    - 杨文明，1964年
    - 潘克丑，1964年－1965年
    - 阮文绍，1965年－1975年
    - 陈文香，1975年
    - 杨文明，1975年

  - 越南民主共和国：
    - 越共总书记
      - 胡志明，越南劳动党中央委员会主席，1951年－1969年
      - 长征，越南劳动党中央委员会第一书记，1951年－1956年
      - 胡志明，越南劳动党中央委员会第一书记，1956年－1960年
      - 黎笋，越南劳动党中央委员会第一书记，1960年－1976年

    - 国家主席
      - 胡志明，越南民主共和国主席，1946年－1969年
      - 孙德胜，越南民主共和国主席，1969年－1976年

  - 越南社会主义共和国：
    - 越南共产党中央委员会总书记
      - 黎笋，1976年－1986年
      - 长征，1986年
      - 阮文灵，1986年－1991年
      - 杜梅，1991年－1997年
      - 黎可漂，1997年－2001年

    - 国家主席
      - 孙德胜，主席，1976年－1980年
      - 阮友寿，代主席，1980年－1981年
      - 长征，国会常务委员会主席，1981年－1987年
      - 武志公，国会常务委员会主席，1987年－1992年
      - 黎德英，主席，1992年－1997年
      - 陈德良，主席，1997年－2006年
- 柬埔寨：
  - 柬埔寨保护国
    - 君主：
      - 诺罗敦，1860年－1904年
      - 西索瓦，1904年－1927年
      - 西索瓦·莫尼旺，1927年－1941年
      - 诺罗敦·西哈努克，1941年－1953年

    - 首相：
      - 诺罗敦·西哈努克，1945年
      - 山玉成，1945年
      - 西索瓦·莫尼勒，1945年－1946年
      - 西索瓦·尤德冯，1946年－1947年
      - 西索瓦·瓦差亚冯，1947年－1948年
      - 钱万，1948年
      - 宾努，1948年－1949年
      - 严森波，1949年
      - 尧格，1949年
      - 严森波，1949年－1950年
      - 诺罗敦·西哈努克，1950年
      - 西索瓦·莫尼庞，1950年－1951年
      - 翁谦山，1951年
      - 辉根托，1951年－1952年
      - 诺罗敦·西哈努克，1952年－1953年
      - 宾努，1953年

  - 柬埔寨王国 (1953年—1970年)
    - 国家元首：
      - 诺罗敦·西哈努克，国王，1953年－1955年
      - 诺罗敦·苏拉玛里特，国王，1955年－1960年
      - 西索瓦·哥沙曼，王后，1955年－1970年
      - 祝汉，代理国家元首，1960年
      - 西索瓦·莫尼勒，摄政委员会主席，1960年
      - 祝汉，代理国家元首，1960年
      - 诺罗敦·西哈努克，国家元首，1960年－1970年
      - 郑兴，代理国家元首，1970年

    - 首相：
      - 宾努，1953年
      - 占纳，1953年－1954年
      - 诺罗敦·西哈努克，1954年
      - 宾努，1954年－1955年
      - 兰涅特，1955年
      - 诺罗敦·西哈努克，1955年－1956年
      - 翁谦山，1956年
      - 诺罗敦·西哈努克，1956年
      - 钦迪，1956年
      - 诺罗敦·西哈努克，1956年
      - 桑云，1956年－1957年
      - 诺罗敦·西哈努克，1957年
      - 沈法，1957年－1958年
      - 埃伊翁，1958年
      - 宾努，1958年
      - 沈法，1958年
      - 诺罗敦·西哈努克，1958年－1960年
      - 福·波伦，1960年－1961年
      - 宾努，1961年
      - 诺罗敦·西哈努克，1961年－1962年
      - 涅刁隆，代理，1962年
      - 肖桑科萨，代理，1962年
      - 诺罗敦·康托尔，1962年－1966年
      - 朗诺，1966年－1967年
      - 宋双，1967年－1968年
      - 宾努，1968年－1969年
      - 朗诺，1969年－1970年

  - 高棉共和國
    - 国家元首
      - 郑兴，国家元首，1970年－1972年
      - 朗诺，总统，1972年－1975年
      - 苏金奎，代理总统，1975年
      - 沙索沙康，最高委员会主席，1975年

    - 总理
      - 朗诺，1970年－1972年
      - 西索瓦·施里玛达，1972年
      - 山玉成，1972年
      - 韩通哈，1972年－1973年
      - 英丹，1973年
      - 西索瓦·施里玛达，1973年－1975年
      - 隆波烈，1972年

  - 民主柬埔寨
    - 最高领导人
      - 波尔布特，柬埔寨共产党总书记，1963年－1981年

    - 国家元首
      - 诺罗敦·西哈努克，国家主席团主席，1975年－1976年
      - 乔森潘，国家主席团主席，1976年－1979年

    - 总理
      - 宾努，1975年－1976年
      - 乔森潘，代理，1976年
      - 波尔布特，1976年
      - 农谢，1976年
      - 波尔布特，1976年－1979年

  - 柬埔寨人民共和国
    - 最高领导人
      - 宾索万，柬埔寨人民革命党主席，1979年－1981年
      - 韩桑林，柬埔寨人民革命党总书记，1981年－1991年

    - 国家元首
      - 韩桑林，人民革命委员会主席，1979年－1981年；国务委员会主席，1981年－1989年

    - 总理
      - 韩桑林，人民革命委员会主席，1979年－1981年
      - 宾索万，部长会议主席，1981年
      - 姜西，部长会议主席，1981年－1984年
      - 洪森，部长会议主席，1984年－1989年

  - 柬埔寨国
    - 国家元首
      - 韩桑林，国务委员会主席，1989年－1992年
      - 谢辛，国务委员会主席，1992年－1993年
      - 诺罗敦·西哈努克，国家元首，1993年

    - 总理
      - 洪森，部长会议主席，1989年－1993年；同权总理，1993年；第二首相，1993年
      - 诺罗敦·拉那烈，同权总理，1993年；第一首相，1993年

  - 柬埔寨王国 
    - 国王
      - 诺罗敦·西哈努克，1993年－2004年

    - 首相
      - 诺罗敦·拉那烈，第一首相，1993年－1997年
      - 翁霍，第一首相，1997年－1998年
      - 洪森，第二首相，1993年－1998年；首相，1998年－2023年
- 老挝
  - 琅勃拉邦王国（法属印度支那老挝保护国）：
    - 扎卡林，国王，1895年－1904年
    - 西萨旺·冯，国王，1904年－1946年

  - 占巴塞王國：
    - 拉薩達奈，国王，1900年－1904年；亲王，1904年－1946年
    - 文翁·纳占巴塞，1946年（亲王）

  - 老挝王国（琅勃拉邦王朝）：
    - 国王
      - 西萨旺·冯，1946年－1959年
      - 西萨旺·瓦达纳，1959年－1975年

    - 总理：
      - 佩差拉亲王，1945年
      - 披耶·坎冒，临时政府主席，1945年－1946年
      - 金达冯亲王，1946年－1947年
      - 梭发那腊亲王，1947年－1948年
      - 文翁亲王，1948年－1950年
      - 培·萨纳尼空，1950年－1951年
      - 西萨旺·瓦达纳，1951年
      - 梭发那·富马亲王，1951年－1954年
      - 卡代·萨索里特亲王，1954年－1956年
      - 梭发那·富马亲王，1956年－1958年
      - 培·萨纳尼空，1958年－1959年
      - 顺吞·巴塔马冯，1959年－1960年
      - 柯乌·阿布海，1960年
      - 昭·宋萨宁亲王，1960年
      - 梭发那·富马亲王，1960年
      - 贵宁·奔舍那，1960年
      - 文翁亲王，1960年－1962年
      - 梭发那·富马亲王，1962年－1975年

  - 老挝人民民主共和国：
    - 总书记
      - 凯山·丰威汉，老挝人民革命党中央委员会总书记，1955年－1991年；老挝人民革命党中央委员会主席，1991年－1992年
      - 坎代·西潘敦，老挝人民革命党中央委员会主席，1992年－2006年

    - 国家主席
      - 苏发努冯亲王，1975年－1991年
      - 富米·冯维希，代理，1986年－1991年
      - 凯山·丰威汉，1991年－1992年
      - 诺哈·冯沙万，1992年－1998年
      - 坎代·西潘敦，1998年－2006年

    - 总理
      - 凯山·丰威汉，部长会议主席，1975年－1991年
      - 坎代·西潘敦，1991年－1998年
      - 西沙瓦·乔本潘，1998年－2001年
- 泰国：
  - 国王（卻克里王朝）：
    - 朱拉隆功，1868年－1910年
    - 瓦栖拉兀，1910年－1925年
    - 巴差提朴，1925年－1935年
    - 阿南塔玛希敦，1935年－1946年
    - 普密蓬·阿杜德，1946年－2016年

  - 首相：
    - 披耶·玛奴巴功，1932年－1933年
    - 披耶帕凤，1933年－1938年
    - 銮披汶·颂堪，1938年－1944年
    - 宽·阿派旺，1944年－1945年
    - 他威·汶耶革，1945年
    - 社尼·巴莫，1945年－1946年
    - 宽·阿派旺，1946年
    - 比里·帕侬荣，1946年
    - 銮探隆·那瓦沙瓦，1946年－1947年
    - 屏·春哈旺，1947年
    - 宽·阿派旺，1947年－1948年
    - 銮披汶·颂堪，1948年－1957年
    - 沙立·他那叻，1957年
    - 乃朴·沙拉信，1957年－1958年
    - 他侬·吉滴卡宗，1958年
    - 沙立·他那叻，1958年－1963年
    - 他侬·吉滴卡宗，1963年－1973年
    - 讪耶·探玛塞，1973年－1975年
    - 社尼·巴莫，1975年
    - 克立·巴莫，1975年－1976年
    - 社尼·巴莫，1976年
    - 沙鄂·差罗如，1976年
    - 他宁·盖威迁，1976年－1977年
    - 沙鄂·差罗如，1977年
    - 江萨·差玛南，1977年－1980年
    - 炳·廷素拉暖，1980年－1988年
    - 差猜·春哈旺，1988年－1991年
    - 顺通·空颂蓬，全国维持和平秩序委员会主席，1991年
    - 阿南·班雅拉春，1991年－1992年
    - 素金达·甲巴允，1992年
    - 米猜·雷初攀，1992年
    - 阿南·班雅拉春，1992年
    - 川·立派，1992年－1995年
    - 班汉·西巴阿差，1995年－1996年
    - 差瓦立·永猜裕，1996年－1997年
    - 川·立派，1997年－2001年
- 土耳其：
  - 奥斯曼帝国：
    - 阿卜杜勒-哈米德二世，奥斯曼苏丹，1876年－1909年
    - 穆罕默德五世，奥斯曼苏丹，1909年－1918年
    - 穆罕默德六世，奥斯曼苏丹，1918年－1922年
    - 阿卜杜勒-迈吉德二世，奥斯曼哈里发，1922年－1924年

  - 土耳其共和国：
    - 穆斯塔法·凯末尔·阿塔图尔克，总统，1923年－1938年
    - 伊斯麦特·伊诺努，总统，1938年－1950年
    - 杰拉勒·拜亚尔，总统，1950年－1960年
    - 杰马勒·古尔塞勒，民族团结委员会主席，1960年－1961年；总统，1961年－1966年
    - 杰夫德特·苏奈，总统，1966年－1973年
    - 法赫里·科鲁蒂尔克，总统，1973年－1980年
    - 凯南·埃夫伦，国家安全委员会主席，1980年－1982年；总统，1982年－1989年
    - 图尔古特·厄扎尔，总统，1989年－1993年
    - 苏莱曼·德米雷尔，总统，1993年－2000年
    - 阿赫迈特·内吉代特·塞泽尔，总统，2000年－2007年

## 欧洲
- 英国：
  - 国王
    - 维多利亚女王，1837年－1901年
    - 爱德华七世，1901年－1910年
    - 乔治五世，1910年－1936年
    - 爱德华八世，1936年
    - 乔治六世，1936年－1952年
    - 伊丽莎白二世，1952年－2022年

  - 首相
    - 第三代索爾斯伯利侯爵羅伯特·蓋斯科因-塞西爾，1895年－1902年
    - 貝爾福，1902年－1905年
    - 亨利·甘貝爾-班納曼，1905年－1908年
    - H·H·阿斯奎斯，1908年－1916年
    - 大衛·勞合·喬治，1916年－1922年
    - 安德魯·博納·勞，1922年－1923年
    - 斯坦利·鲍德温，1923年－1924年
    - 拉姆齊·麥克唐納，1924年
    - 斯坦利·鲍德温，1924年－1929年
    - 拉姆齊·麥克唐納，1929年－1935年
    - 斯坦利·鲍德温，1935年－1937年
    - 内维尔·张伯伦，1937年－1940年
    - 温斯顿·丘吉尔，1940年－1945年
    - 克莱门特·艾德礼，1945年－1951年
    - 温斯顿·丘吉尔，1951年－1955年
    - 安東尼·艾登，1955年－1957年
    - 哈羅德·麥美倫，1957年－1963年
    - 亞歷克·道格拉斯-休姆，1963年－1964年
    - 哈羅德·威爾遜，1964年－1970年
    - 爱德华·希思，1970年－1974年
    - 哈羅德·威爾遜，1974年－1976年
    - 詹姆斯·卡拉漢，1976年－1979年
    - 玛格丽特·撒切尔，1979年－1990年
    - 约翰·梅杰，1990年－1997年
    - 托尼·布莱尔，1997年－2007年
- 法国：
  - 法兰西第三共和国：
    - 总统
      - 埃米勒·卢贝，1899年－1906年
      - 阿尔芒·法利埃，1906年－1913年
      - 雷蒙·普恩加萊，1913年－1920年
      - 保罗·欧仁·路易·德沙内尔，1920年
      - 亚历山大·米勒兰，1920年－1924年
      - 加斯东·杜梅格，1924年－1931年
      - 保罗·杜美，1931年－1932年
      - 阿尔贝·勒布伦，1932年－1940年

    - 部长会议主席
      - 皮埃尔·瓦尔德克-卢梭，1899年－1902年
      - 埃米尔·孔布，1902年－1905年
      - 鲁维埃，1905年－1906年
      - 斐迪南·萨里安（英语：Ferdinand Sarrien），1906年
      - 乔治·克列孟梭，1906年－1909年
      - 阿里斯蒂德·白里安，1909年－1911年
      - 埃内斯特·莫尼（英语：Ernest Monis），1911年
      - 约瑟夫·卡约，1911年－1912年
      - 雷蒙·普恩加萊，1912年－1913年
      - 阿里斯蒂德·白里安，1913年
      - 路易·巴尔杜，1913年
      - 加斯东·杜梅格，1913年－1914年
      - 亚历山大·里博，1914年
      - 勒内·维维亚尼，1914年－1915年
      - 阿里斯蒂德·白里安，1915年－1917年
      - 亚历山大·里博，1917年
      - 保罗·潘勒韦，1917年
      - 乔治·克列孟梭，1917年－1920年
      - 亚历山大·米勒兰，1920年
      - 乔治·莱格，1920年－1921年
      - 阿里斯蒂德·白里安，1921年－1922年
      - 雷蒙·普恩加萊，1922年－1924年
      - 弗雷德里克·弗朗索瓦-马萨尔（英语：Frédéric François-Marsal），1924年
      - 爱德华·赫里欧，1924年－1925年
      - 保罗·班勒卫，1925年
      - 阿里斯蒂德·白里安，1925年－1926年
      - 爱德华·赫里欧，1926年
      - 雷蒙·普恩加萊，1926年－1929年
      - 阿里斯蒂德·白里安，1929年
      - 安德烈·塔尔迪厄，1929年－1930年
      - 卡米耶·肖当，1930年
      - 安德烈·塔尔迪厄，1930年
      - 特奥多尔·斯梯格，1930年－1931年
      - 皮埃尔·赖伐尔，1931年－1932年
      - 安德烈·塔尔迪厄，1932年
      - 爱德华·赫里欧，1932年
      - 约瑟夫·保罗-邦库尔，1932年－1933年
      - 爱德华·达拉第，1933年
      - 阿尔贝特·萨罗，1933年
      - 卡米耶·肖当，1933年－1934年
      - 爱德华·达拉第，1934年
      - 加斯东·杜梅格，1934年
      - 皮埃尔-埃蒂安·弗朗丹，1934年－1935年
      - 费尔南·布伊松，1935年
      - 皮埃尔·赖伐尔，1935年－1936年
      - 阿尔贝特·萨罗，1936年
      - 莱昂·布鲁姆，1936年－1937年
      - 卡米耶·肖当，1937年－1938年
      - 莱昂·布鲁姆，1938年
      - 爱德华·达拉第，1938年－1940年
      - 保罗·雷诺，1940年
      - 菲利普·贝当，1940年

  - 维希法国：
    - 国家元首
      - 菲利普·贝当，1940年－1944年

    - 部长会议主席
      - 菲利普·贝当，1940年－1942年
      - 皮埃尔·赖伐尔，1942年－1944年

    - 委员会副主席
      - 皮埃尔·赖伐尔，1940年
      - 皮埃尔-艾蒂安·弗朗丹，1940年－1941年
      - 弗朗索瓦·达尔朗，1941年－1942年

  - 临时政府（临时政府主席）：
    - 夏尔·戴高乐，1944年－1946年
    - 费利克斯·古安（英语：Félix Gouin），1946年
    - 乔治·比多，1946年
    - 樊尚·奥里奥尔，1946年
    - 莱昂·布鲁姆，1946年－1947年

  - 法兰西第四共和国：
    - 总统
      - 樊尚·奥里奥尔，1947年－1954年
      - 勒内·科蒂，1954年－1959年

    - 部长会议主席
      - 保罗·拉马迪埃，1947年
      - 罗贝尔·舒曼，1947年－1948年
      - 马里（英语：André Marie），1948年
      - 罗贝尔·舒曼，1948年
      - 亨利·克耶，1948年－1949年
      - 乔治·皮杜尔，1949年－1950年
      - 亨利·克耶，1950年
      - 勒内·普利文，1950年－1951年
      - 亨利·克耶，1951年
      - 勒内·普利文，1951年－1952年
      - 埃德加·富尔，1952年
      - 安托万·比内，1952年－1953年
      - 勒内·梅耶，1953年
      - 约瑟夫·拉涅尔（英语：Joseph Laniel），1953年－1954年
      - 皮埃尔·孟戴斯-弗朗斯，1954年－1955年
      - 埃德加·富尔，1955年－1956年
      - 居伊·摩勒，1956年－1957年
      - 莫里斯·布尔热-莫努里，1957年
      - 费利克斯·加亚尔，1957年－1958年
      - 皮埃尔·弗林姆兰，1958年
      - 夏爾·戴高樂，1958年－1959年

  - 法兰西第五共和国：
    - 总统
      - 夏爾·戴高樂，1959年－1969年
      - 阿蘭·波埃，代理，1969年
      - 乔治·蓬皮杜，1969年－1974年
      - 阿蘭·波埃，代理，1974年
      - 瓦莱里·吉斯卡尔·德斯坦，1974年－1981年
      - 弗朗索瓦·密特朗，1981年－1995年
      - 雅克·希拉克，1995年－2007年

    - 总理
      - 米歇尔·德勃雷，1959年－1962年
      - 乔治·蓬皮杜，1962年－1968年
      - 莫里斯·顾夫·德姆维尔，1968年－1969年
      - 雅克·沙邦-戴尔马，1969年－1972年
      - 皮埃尔·梅斯梅尔，1972年－1974年
      - 雅克·希拉克，1974年－1976年
      - 雷蒙·巴尔，1976年－1981年
      - 皮埃尔·莫鲁瓦，1981年－1984年
      - 洛朗·法比尤斯，1984年－1986年
      - 雅克·希拉克，1986年－1988年
      - 米歇尔·罗卡尔，1988年－1991年
      - 埃迪特·克勒松，1991年－1992年
      - 皮埃尔·贝雷戈瓦，1992年－1993年
      - 爱德华·巴拉迪尔，1993年－1995年
      - 阿兰·朱佩，1995年－1997年
      - 利昂内尔·若斯潘，1997年－2002年
- 奥匈帝国：
  - 皇帝
    - 弗朗茨·约瑟夫一世，奥地利皇帝兼匈牙利国王，1848年－1916年
    - 卡爾一世，奥地利皇帝兼匈牙利国王，1916年－1918年

  - 首相
    - 欧内斯特·卡尔·弗朗茨·约瑟夫·托马斯·弗里德里希·冯·科尔伯，1900年－1904年
    - 保罗·高奇·冯·弗兰肯图恩男爵，1904年－1906年
    - 康拉德·霍恩洛厄-席林斯福斯特王子，1906年
    - 马克斯·弗拉基米尔·冯·贝克男爵，1906年－1908年
    - 理查德·冯·比内特伯爵，1908年－1911年
    - 保罗·高奇·冯·弗兰肯图恩男爵，1911年
    - 卡尔·冯·斯特格赫，1911年－1916年
    - 欧内斯特·卡尔·弗朗茨·约瑟夫·托马斯·弗里德里希·冯·科尔伯，1916年
    - 海因里希·卡尔·玛丽亚·冯·克拉姆-马丁尼克伯爵，1916年－1917年
    - 恩斯特·塞德勒·冯·莫斯腾格，1917年－1918年
    - 侯萨雷克·冯·海因莱因男爵，1918年
    - 海因里希·拉马施，1918年
- 奥地利共和国：
  - 总统
    - 卡尔·塞茨，德意志-奥地利共和国联邦总统，1918年－1919年；奥地利第一共和国联邦总统，1919年－1920年
    - 迈克尔·海尼施，奥地利第一共和国联邦总统，1920年－1928年
    - 威廉·米克拉斯，奥地利第一共和国联邦总统，1928年－1934年；奥地利联邦总统，1934年－1938年
    - 阿圖爾·賽斯-英夸特，奥地利联邦总统，1938年
    - 卡尔·伦纳，奥地利第二共和国联邦总统，1945年－1950年
    - 特奥多尔·克尔纳，奥地利第二共和国联邦总统，1951年－1957年
    - 阿道夫·谢尔夫，奥地利第二共和国联邦总统，1957年－1965年
    - 弗朗茨·约纳斯，奥地利第二共和国联邦总统，1965年－1974年
    - 鲁道夫·基希施莱格，奥地利第二共和国联邦总统，1974年－1986年
    - 库尔特·瓦尔德海姆，奥地利第二共和国联邦总统，1986年－1992年
    - 托马斯·克莱斯蒂尔，奥地利第二共和国联邦总统，1992年－2004年

  - 总理
    - 卡尔·伦纳，德意志-奥地利共和国总理，1918年－1919年；奥地利第一共和国总理，1919年－1920年
    - 米夏爾·邁爾，奥地利第一共和国总理，1920年－1921年
    - 约翰·绍贝尔，奥地利第一共和国总理，1921年－1922年
    - 瓦尔特·布赖斯基，奥地利第一共和国代总理，1922年
    - 约翰·绍贝尔，奥地利第一共和国总理，1922年
    - 伊格纳茨·塞佩尔，奥地利第一共和国总理，1922年－1924年
    - 魯道夫·拉梅克，奥地利第一共和国总理，1924年－1926年
    - 伊格纳茨·塞佩尔，奥地利第一共和国总理，1926年－1929年
    - 恩斯特·斯特烈魯維茨，奥地利第一共和国总理，1929年
    - 约翰·绍贝尔，奥地利第一共和国总理，1929年－1930年
    - 卡爾·沃戈因，奥地利第一共和国总理，1930年
    - 奥托·恩德尔，奥地利第一共和国总理，1930年－1931年
    - 卡爾·布雷施，奥地利第一共和国总理，1931年－1932年
    - 恩格爾伯特·陶爾斐斯，奥地利第一共和国总理，1932年－1934年；奥地利联邦总理，1934年
    - 库尔特·舒施尼格，奥地利联邦总理，1934年－1938年
    - 阿圖爾·賽斯-英夸特，奥地利联邦总理，1938年
    - 卡尔·伦纳，奥地利第二共和国总理，1945年
    - 利奥波德·费格尔，奥地利第二共和国总理，1945年－1953年
    - 尤利烏斯·拉布，奥地利第二共和国总理，1953年－1961年
    - 阿方斯·戈尔巴赫，奥地利第二共和国总理，1961年－1964年
    - 约瑟夫·克劳斯，奥地利第二共和国总理，1964年－1970年
    - 布鲁诺·克赖斯基，奥地利第二共和国总理，1970年－1983年
    - 弗雷德·西諾瓦茨，奥地利第二共和国总理，1983年－1986年
    - 弗朗茨·弗拉尼茨基，奥地利第二共和国总理，1986年－1997年
    - 維克托·克利馬，奥地利第二共和国总理，1997年－2000年
    - 沃尔夫冈·许塞尔，奥地利第二共和国总理，2000年－2003年

- 意大利
  - 意大利王国：
    - 国王
      - 维托里奥·埃马努埃莱三世，1900年－1946年
      - 翁贝托二世，1946年

    - 首相
      - 朱塞佩·萨拉科，1900年－1901年
      - 朱塞佩·扎纳尔代利，1901年－1903年
      - 乔瓦尼·乔利蒂，1903年－1905年
      - 托马索·蒂托尼，1905年
      - 亚历山德罗·福尔蒂斯，1905年－1906年
      - 西德尼·桑尼诺，1906年
      - 乔瓦尼·乔利蒂，1906年－1909年
      - 西德尼·桑尼诺，1909年－1910年
      - 路易吉·卢扎蒂，1910年－1911年
      - 乔瓦尼·乔利蒂，1911年－1914年
      - 安东尼奥·萨兰德拉，1914年－1916年
      - 保罗·博塞利，1916年－1917年
      - 维托里奥·埃曼努尔·奥兰多，1917年－1919年
      - 弗朗西斯科·萨维里奥·尼蒂，1919年－1920年
      - 乔瓦尼·乔利蒂，1920年－1921年
      - 伊万诺埃·博诺米，1921年－1922年
      - 路易吉·法克塔，1922年
      - 贝尼托·墨索里尼，1922年－1943年
      - 佩特羅·巴多格里奧，1943年－1944年
      - 伊万诺埃·博诺米，1944年－1945年
      - 费卢西奥·帕里，1945年
      - 阿尔契德·加斯贝利，1945年－1946年

  - 意大利共和国：
    - 总统
      - 恩里科·德尼科拉，1946年－1948年
      - 路易吉·艾瑙迪，1948年－1955年
      - 乔瓦尼·格隆基，1955年－1962年
      - 安东尼奥·塞尼，1962年－1964年
      - 朱塞佩·萨拉盖特，1964年－1971年
      - 乔瓦尼·利昂纳，1971年－1978年
      - 亚历山德罗·佩尔蒂尼，1978年－1985年
      - 弗朗切斯科·科西加，1985年－1992年
      - 奥斯卡·路易吉·斯卡尔法罗，1992年－1999年
      - 卡洛·阿泽利奥·钱皮，1999年－2006年

    - 总理
      - 阿尔契德·加斯贝利，1946年－1953年
      - 朱塞佩·佩拉，1953年－1954年
      - 阿明托雷·范范尼，1954年
      - 马里奥·谢尔巴，1954年－1955年
      - 安东尼奥·塞尼，1955年－1957年
      - 阿多内·佐利，1957年－1958年
      - 阿明托雷·范范尼，1958年－1959年
      - 安东尼奥·塞尼，1959年－1960年
      - 费尔南多·塔姆布罗尼，1960年
      - 阿明托雷·范范尼，1960年－1963年
      - 乔瓦尼·利昂纳，1963年
      - 阿尔多·莫罗，1963年－1968年
      - 乔瓦尼·利昂纳，1968年
      - 馬里亞諾·魯莫爾，1968年－1970年
      - 埃米利奥·科隆博，1970年－1972年
      - 朱利奧·安德烈奧蒂，1972年－1973年
      - 馬里亞諾·魯莫爾，1973年－1974年
      - 阿尔多·莫罗，1974年－1976年
      - 朱利奧·安德烈奧蒂，1976年－1979年
      - 弗朗切斯科·科西加，1979年－1980年
      - 阿納爾多·福拉尼，1980年－1981年
      - 乔瓦尼·斯帕多利尼，1981年－1982年
      - 阿明托雷·范范尼，1982年－1983年
      - 贝蒂诺·克拉克西，1983年－1987年
      - 阿明托雷·范范尼，1987年
      - 乔瓦尼·戈里亚，1987年－1988年
      - 奇里亚科·德米塔，1988年－1989年
      - 朱利奧·安德烈奧蒂，1989年－1992年
      - 朱利亞諾·阿馬托，1992年－1993年
      - 卡洛·阿澤利奧·錢皮，1993年－1994年
      - 西尔维奥·贝卢斯科尼，1994年－1995年
      - 蘭貝托·迪尼，1995年－1996年
      - 罗马诺·普罗迪，1996年－1998年
      - 马西莫·达莱马，1998年－2000年
      - 朱利亞諾·阿馬托，2000年－2001年
- 德国- 
  - 德意志帝国：
    - 皇帝
      - 威廉二世，1888年－1918年

    - 首相
      - 伯恩哈德·冯·比洛，1900年－1909年
      - 特奥巴尔德·冯·贝特曼-霍尔韦格，1909年－1917年
      - 乔治·米夏埃利斯，1917年
      - 乔治·冯·赫特林，1917年－1918年
      - 馬克西米連·馮·巴登，1918年

  - 德意志国：
    - 总统
      - 弗里德里希·艾伯特，1919年－1925年
      - 保罗·冯·兴登堡，1925年－1934年

    - 总理
      - 弗里德里希·艾伯特，1918年－1919年
      - 菲利普·沙伊德曼，1919年
      - 古斯塔夫·鲍尔，1919年－1920年
      - 赫爾曼·穆勒，1920年
      - 康斯坦丁·费伦巴赫，1920年－1921年
      - 约瑟夫·维尔特，1921年－1922年
      - 威廉·古诺，1922年－1923年
      - 古斯塔夫·施特雷澤曼，1923年
      - 威廉·马克思，1923年－1925年
      - 汉斯·路德，1925年－1926年
      - 威廉·马克思，1926年－1928年
      - 赫爾曼·穆勒，1928年－1930年
      - 海因里希·布吕宁，1930年－1932年
      - 弗朗茨·馮·帕彭，1932年
      - 庫爾特·馮·施萊謝爾，1932年－1933年

  - 纳粹德国：
    - 阿道夫·希特勒，帝国总理，1933年－1934年；元首兼帝国总理，1934年－1945年
    - 卡尔·邓尼茨，总统，1945年
    - 約瑟夫·戈培爾，遗嘱提名总理，1945年
    - 什未林·馮·科洛希克伯爵，弗伦斯堡政府首席部长，1945年

  - 德意志民主共和国：
    - 执政党负责人
      - 威廉·皮克，中央委员会主席，1946年－1950年
      - 奥托·格罗提渥，中央委员会主席，1946年－1950年
      - 瓦尔特·乌布利希，中央委员会总书记，1950年－1953年；中央委员会第一书记，1953年－1971年；中央委员会主席，1971年－1973年
      - 埃里希·昂纳克，中央委员会第一书记，1973年－1976年；中央委员会总书记，1976年－1989年
      - 埃贡·克伦茨，中央委员会总书记，1989年

    - 国家元首
      - 约翰尼斯·狄克曼，代总统，1949年
      - 威廉·皮克，总统，1949年－1960年
      - 约翰尼斯·狄克曼，代总统，1960年
      - 瓦尔特·乌布利希，国务委员会主席，1960年－1973年
      - 弗里德里希·艾伯特，国务委员会代主席，1973年
      - 维利·斯多夫，国务委员会主席，1973年－1976年
      - 埃里希·昂纳克，国务委员会主席，1976年－1989年
      - 埃贡·克伦茨，国务委员会主席，1989年
      - 曼弗雷德·格拉赫，国务委员会主席，1989年－1990年
      - 扎比内·贝格曼-波尔，人民议会主席，1990年

    - 部长会议主席
      - 奥托·格罗提渥，1949年－1964年
      - 维利·斯多夫，1964年－1973年
      - 霍斯特·辛德曼，1973年－1976年
      - 维利·斯多夫，1976年－1989年
      - 汉斯·莫德罗，1989年－1990年
      - 洛塔尔·德梅齐埃，1990年

  - 德意志联邦共和国：
    - 总统
      - 卡爾·阿諾德，代理总统，1949年
      - 特奥多尔·豪斯，1949年－1959年
      - 海因里希·吕布克，1959年－1969年
      - 古斯塔夫·海涅曼，1969年－1974年
      - 瓦尔特·谢尔，1974年－1979年
      - 卡尔·卡斯滕斯，1979年－1984年
      - 里夏德·馮·魏茨澤克，1984年－1994年
      - 罗曼·赫尔佐克，1994年－1999年
      - 約翰內斯·勞，1999年－2004年

    - 总理
      - 康拉德·阿登纳，1949年－1963年
      - 路德维希·艾哈德，1963年－1966年
      - 库尔特·乔治·基辛格，1966年－1969年
      - 维利·勃兰特，1969年－1974年
      - 赫尔穆特·施密特，1974年－1982年
      - 赫尔穆特·科尔，1982年－1998年
      - 格哈特·施羅德，1998年－2005年
- 俄罗斯：
  - 俄罗斯帝国：
    - 皇帝
      - 尼古拉二世，1894年－1917年

    - 首相
      - 谢尔盖·维特，1905年－1906年
      - 伊万·洛吉诺维奇·戈列梅金，1906年
      - 彼得·阿尔卡季耶维奇·斯托雷平，1906年－1911年
      - 弗拉基米尔·尼古拉耶维奇·科科夫佐夫，1911年－1914年
      - 伊万·洛吉诺维奇·戈列梅金，1914年－1916年
      - 鲍里斯·弗拉基米罗维奇·施蒂默尔，1916年
      - 亚历山大·费奥多罗维奇·特列波夫，1916年－1917年
      - 尼古拉·德米特里耶维奇·戈利岑，1917年

  - 俄罗斯临时政府：
    - 格奥尔基·叶夫根耶维奇·李沃夫，总理，1917年
    - 亚历山大·费奥多罗维奇·克伦斯基，总理，1917年

  - 苏俄：
    - 国家元首
      - 弗拉基米尔·伊里奇·列宁，全俄罗斯苏维埃代表大会中央执行委员会主席，1917年
      - 列夫·鲍里索维奇·加米涅夫，全俄罗斯苏维埃代表大会中央执行委员会主席，1917年
      - 亚科夫·斯维尔德洛夫，全俄罗斯苏维埃代表大会中央执行委员会主席，1917年－1919年
      - 米哈伊尔·费奥多罗维奇·弗拉基米尔斯基，全俄罗斯苏维埃代表大会中央执行委员会主席，1919年
      - 米哈伊尔·伊万诺维奇·加里宁，全俄罗斯苏维埃代表大会中央执行委员会主席，1919年－1922年

    - 政府首脑（俄罗斯苏维埃联邦社会主义共和国人民委员会主席）
      - 弗拉基米尔·伊里奇·列宁，1917年－1922年

    - 布尔什维克负责人
      - 叶莲娜·斯塔索娃，俄国社会民主工党中央委员会专职书记，1917年－1918年
      - 雅科夫·斯维尔德洛夫，俄国共产党中央委员会书记处书记，1918年－1919年
      - 叶莲娜·斯塔索娃，俄国共产党中央委员会书记处书记，1919年
      - 尼古拉·克列斯京斯基，俄国共产党中央委员会责任书记，1919年－1921年
      - 维亚切斯拉夫·莫洛托夫，俄国共产党中央委员会责任书记，1921年－1922年

  - 苏联：
    - 最高领导人
      - 弗拉基米尔·伊里奇·列宁，1922年－1924年
      - 阿列克谢·伊万诺维奇·李可夫，1924年
      - 约瑟夫·维萨里奥诺维奇·斯大林，1924年－1953年
      - 格奥尔基·马克西米连诺维奇·马林科夫，1953年
      - 尼基塔·谢尔盖耶维奇·赫鲁晓夫，1953年－1964年
      - 列昂尼德·伊里奇·勃列日涅夫，1964年－1982年
      - 尤里·弗拉基米罗维奇·安德罗波夫，1982年－1984年
      - 康斯坦丁·乌斯季诺维奇·契尔年科，1984年－1985年
      - 米哈伊尔·谢尔盖耶维奇·戈尔巴乔夫，1985年－1991年

    - 苏共负责人
      - 约瑟夫·斯大林，苏联共产党中央委员会总书记，1922年－1952年
      - 尼基塔·赫鲁晓夫，苏联共产党中央委员会第一书记，1953年－1964年
      - 列昂尼德·勃列日涅夫，苏联共产党中央委员会第一书记，1964年－1966年
      - 列昂尼德·勃列日涅夫，苏联共产党中央委员会总书记，1966年－1982年
      - 尤里·安德罗波夫，苏联共产党中央委员会总书记，1982年－1984年
      - 康斯坦丁·契尔年科，苏联共产党中央委员会总书记，1984年－1985年
      - 米哈伊尔·戈尔巴乔夫，苏联共产党中央委员会总书记，1985年－1991年
      - 弗拉基米尔·伊瓦什科，苏联共产党中央委员会总书记，1991年

    - 国家元首
      - 米哈伊尔·伊万诺维奇·加里宁，苏联苏维埃代表大会中央执行委员会主席，1922年－1938年
      - 米哈伊尔·伊万诺维奇·加里宁，苏联最高苏维埃主席团主席，1938年－1946年
      - 尼古拉·米哈伊洛维奇·什维尔尼克，苏联最高苏维埃主席团主席，1946年－1953年
      - 克里门特·伏罗希洛夫，苏联最高苏维埃主席团主席，1953年－1960年
      - 列昂尼德·伊里奇·勃列日涅夫，苏联最高苏维埃主席团主席，1960年－1964年
      - 阿那斯塔斯·伊万诺维奇·米高扬，苏联最高苏维埃主席团主席，1964年－1965年
      - 尼古拉·维克托罗维奇·波德戈尔内，苏联最高苏维埃主席团主席，1965年－1977年
      - 列昂尼德·伊里奇·勃列日涅夫，苏联最高苏维埃主席团主席，1977年－1982年
      - 瓦西里·瓦西里耶维奇·库兹涅佐夫，苏联最高苏维埃主席团主席，1982年－1983年
      - 尤里·弗拉基米罗维奇·安德罗波夫，苏联最高苏维埃主席团主席，1983年－1984年
      - 瓦西里·瓦西里耶维奇·库兹涅佐夫，苏联最高苏维埃主席团主席，1984年
      - 康斯坦丁·乌斯季诺维奇·契尔年科，苏联最高苏维埃主席团主席，1984年－1985年
      - 瓦西里·瓦西里耶维奇·库兹涅佐夫，苏联最高苏维埃主席团主席，1985年
      - 安德烈·安德烈耶维奇·葛罗米柯，苏联最高苏维埃主席团主席，1985年－1988年
      - 米哈伊尔·谢尔盖耶维奇·戈尔巴乔夫，苏联最高苏维埃主席团主席，1988年－1989年
      - 米哈伊尔·谢尔盖耶维奇·戈尔巴乔夫，苏联最高苏维埃主席 ，1989年－1990年
      - 米哈伊尔·谢尔盖耶维奇·戈尔巴乔夫，苏联总统，1990年－1991年
      - 根纳季·伊万诺维奇·亚纳耶夫，苏联代总统，1991年
      - 米哈伊尔·谢尔盖耶维奇·戈尔巴乔夫，苏联总统，1991年

    - 政府首脑
      - 弗拉基米尔·列宁，人民委员会主席，1922年－1924年
      - 阿列克谢·李可夫，人民委员会主席，1924年－1930年
      - 维亚切斯拉夫·莫洛托夫，人民委员会主席，1930年－1941年
      - 约瑟夫·斯大林，人民委员会主席，1941年－1946年
      - 约瑟夫·斯大林，部长会议主席，1946年－1953年
      - 格奥尔基·马林科夫，部长会议主席，1953年－1955年
      - 尼古拉·布尔加宁，部长会议主席，1955年－1958年
      - 尼基塔·赫鲁晓夫，部长会议主席，1958年－1964年
      - 阿列克谢·柯西金，部长会议主席，1964年－1980年
      - 尼古拉·吉洪诺夫，部长会议主席，1980年－1985年
      - 尼古拉·雷日科夫，部长会议主席，1985年－1991年
      - 瓦连京·帕夫洛夫，总理，1991年
      - 伊万·西拉耶夫，跨共和国经济委员会主席、经济委员会总理，1991年

  - 俄罗斯联邦：
    - 总统
      - 鲍里斯·叶利钦，1991年－1999年
      - 弗拉基米尔·普京，1999年－2008年

    - 政府首脑
      - 叶戈尔·盖达尔，部长会议代主席，1992年
      - 维克托·斯捷潘诺维奇·切尔诺梅尔金，部长会议主席，1992年－1993年
      - 维克托·斯捷潘诺维奇·切尔诺梅尔金，联邦政府主席，1993年－1998年
      - 谢尔盖·弗拉季连诺维奇·基里延科，联邦政府主席，1998年
      - 维克托·斯捷潘诺维奇·切尔诺梅尔金，联邦政府代主席，，1998年
      - 叶夫根尼·马克西莫维奇·普里马科夫，联邦政府主席，1998年－1999年
      - 谢尔盖·瓦季莫维奇·斯捷帕申，联邦政府主席，1999年
      - 弗拉基米尔·普京，联邦政府主席，1999年－2000年
      - 米哈伊尔·米哈伊洛维奇·卡西亚诺夫，联邦政府主席，2000年－2004年

## 北美洲
- 美国（总统）：
  - 威廉·麦金莱，1897年－1901年
  - 西奥多·罗斯福，1901年－1909年
  - 威廉·霍华德·塔夫脱，1909年－1913年
  - 伍德罗·威尔逊，1913年－1921年
  - 沃伦·G·哈定，1921年－1923年
  - 卡尔文·柯立芝，1923年－1929年
  - 赫伯特·胡佛，1929年－1933年
  - 富兰克林·D·罗斯福，1933年－1945年
  - 哈里·S·杜鲁门，1945年－1953年
  - 德怀特·D·艾森豪威尔，1953年－1961年
  - 约翰·F·肯尼迪，1961年－1963年
  - 林登·B·约翰逊，1963年－1969年
  - 理查德·尼克松，1969年－1974年
  - 杰拉尔德·福特，1974年－1977年
  - 吉米·卡特，1977年－1981年
  - 罗纳德·里根，1981年－1989年
  - 乔治·赫伯特·沃克·布什，1989年－1993年
  - 比尔·克林顿，1993年－2001年